# 約翰·保羅·史蒂文斯
約翰·保羅·斯蒂文斯（英語：John Paul Stevens，1920年4月20日—2019年7月16日），是一名美国律师和法学家，从1975年起担任美國最高法院大法官直到2010年自愿退休。在他退休时是最高法院历史上第二年长的法官，也是任职时间第三长的法官（任职时间最长的大法官是小奥利弗·温德尔·霍姆斯，他在1932年退休时已经90岁了）。斯蒂文斯在被任命时是一名共和党人，在他的一生中一直被认为是保守派，然而他退休時被認為較為偏向自由派。斯蒂文斯是目前美国历史上寿命最长的最高法院大法官。
斯蒂文斯出生于芝加哥。二战期间在美国海军服役，毕业于西北大学法学院。在为威利·拉特利奇法官担任书法员之后，他在芝加哥与人共同创办了一家律师事务所，专注于反垄断法。1970年，尼克松总统任命斯蒂文斯为第七巡回上诉法院法官。五年后，福特总统成功地任命斯蒂文斯为最高法院大法官，以填补威廉·道格拉斯大法官退休后留下的空缺。1994年布莱克蒙大法官退休后，他成为當時最資深的大法官。2010年，斯蒂文斯在奥巴马总统任内退休，由埃琳娜·卡根接任。
斯蒂文斯在重大案件中的多数意见包括雪佛龙诉自然资源保护委员会案、阿普兰迪诉新泽西州案、哈姆丹诉拉姆斯菲尔德案、凯洛诉新伦敦市案、以及马萨诸塞州诉环境保护署案。斯蒂文斯也因他在德克萨斯州诉约翰逊案、布什诉戈尔案、哥伦比亚特区诉海勒案和联合公民诉联邦选举委员会案中的反对意见而闻名。

## 生平
斯蒂文斯于1920年4月20日出生于伊利诺伊州芝加哥海德公园的一个富裕家庭。他的祖父成立了一家保险公司，在芝加哥拥有房地产。他的父亲欧内斯特·斯蒂文斯（Ernest James Stevens,1888—1972）是一名律师，后来成为一名拥有两家酒店的酒店经营者。他的母亲伊丽莎白·斯蒂文斯（Elizabeth Street Stevens,1881—1979）是一名高中英语教师。他的三个哥哥中的两个也成为了律师。
斯蒂文斯一直都是芝加哥小熊队的棒球迷，1932年，12岁的斯蒂文斯参加了在芝加哥瑞格利球场举行的洋基队和小熊队之间的世界职业棒球大赛，据称贝比·鲁斯在比赛中判了他一球。斯蒂文斯后来回忆道:“鲁斯的确指着中场的记分牌，在他用球棒指着对方后，他确实把球打出了球场，所以这真的发生了。他也因此有机会结识了当时的几位名人，包括著名的飞行员阿梅莉亚·埃尔哈特和查尔斯·林德伯格。
斯蒂文斯一家住在海德公园，他就读于芝加哥大学实验学校。后来，他进入芝加哥大学学习英语专业，并被选入美国大学优等生荣誉学会（Phi Beta Kappa），获得学士学位，于1941年以优异成绩毕业。
1941年，他开始在大学攻读英语硕士学位，之后决定加入美国海军。1941年12月6日，也就是珍珠港事件前一天，他应征入伍。1942年至1945年，他在太平洋战区担任情报官员。1943年，正是这个情报小组的工作使得日本海军上将山本五十六的飞机被击落（复仇行动），斯蒂文斯因其在小组中的工作而被授予一枚铜星勋章。
1942年6月，斯蒂文斯与伊丽莎白·简·谢琳（Elizabeth Jane Shereen）结婚，1979年与她离婚。同年12月，与玛丽安·穆赫兰·西蒙（Maryan Mulholland Simon）结婚，这段婚姻一直持续到2015年西蒙因髋关节手术并发症去世。他有四个孩子，约翰·约瑟夫（John Joseph）、凯瑟琳（Kathryn）、伊丽莎白（Elizabeth）和苏珊（Susan）。
二战结束后，斯蒂文斯回到伊利诺斯州，打算继续学习英语，但他的律师哥哥理查德（Richard）说服他去上法学院。1945年，斯蒂文斯进入了西北大学法学院。他是个聪明的学生，取得了法学院历史上最高的成绩。于1947年获得法学博士学位，以优异成绩毕业。
自1975年獲總統傑拉爾德·福特提名出任大法官，等到他退休时是当前最資深和最年老的退休大法官。他是唯一一位經歷三位首席大法官（伯格、伦奎斯特、罗伯茨）及七位總統（福特、卡特、雷根、老布什、克林顿、小布什、奥巴马）的大法官。
2010年4月，他宣布他将会于2010年夏天退休，这也将使他成为历史上任职时间第三长的大法官。他已于2010年6月29日退休，當時高齡90歲。他退休后空出的位置由艾蕾娜·卡根接替，这也是奥巴马总统任期内第二次获得提名最高法院大法官的机会。
雖然斯蒂文斯是由共和黨總統提名，他在擔任最高法院大法官時一直被認為是溫和保守派，後在伦奎斯特時期開始逐漸偏向自由派，使他亦被認為是最高法院的自由派大法官之一。

## 著作
2011年，斯蒂文斯出版了一本名为《五位首席大法官：最高法院杂忆》（Five Chiefs: A Supreme Court Memoir）的回忆录，详细描述了他在最高法院五名首席大法官任期内的法律生涯。在此书中，斯蒂文斯讲述了他在文森大法官任期内担任法律助理的经历；他在沃伦大法官担任私人律师的经历；以及他在伯格、伦奎斯特和罗伯茨法院担任助理法官时的经历。
2014年，斯蒂文斯出版了《六项修正案:我们应该如何以及为什么要修改宪法》（Six Amendments: How and Why We Should Change the Constitution），他建议在美国宪法中增加六项修正案，以解决政治选区划分不公、反征用、竞选资金改革、死刑、枪支暴力和主权豁免等问题。

## 个人生活
1942年，斯蒂文斯与伊丽莎白结婚。1979年离婚时，他正在高等法院。同年晚些时候，他与玛丽安·西蒙结婚，他们一直保持着婚姻关系，直到2015年她去世。斯蒂文斯有四个孩子，其中两个比他先去世。
斯蒂文斯是个新教徒，在他退休后使最高法院历史上第一次没有新教徒。他是最高法院仅有的两名在法庭上离婚的法官之一，第一个是威廉·道格拉斯，斯蒂文斯很巧地接替了他成为大法官。
斯蒂文斯于2019年7月16日在佛罗里达州劳德代尔堡死于中风并发症，享年99岁。去世时和他的两个孩子伊丽莎白和苏珊在一起。除了他的两个女儿，斯蒂文斯还有9个孙子和13个曾孙。2019年7月22日，他在最高法院长眠，随后于2019年7月23日在阿灵顿国家公墓安葬。7月23日，美国总统特朗普下令降半旗以示敬意。

## 流行文化
2008年，在电影重新选举中斯蒂文斯由演员威廉·沙勒特(William Schallert)饰演。
根据《华尔街日报》2009年4月的一篇文章，斯蒂文斯“对莎士比亚戏剧的作者发表了自己的看法”，他认为威廉·莎士比亚的作品实际上是由牛津第十七代伯爵爱德华·德·维尔所写。因此，他被莎士比亚牛津学会评为年度牛津人。斯卡利亚和布莱克蒙大法官与斯蒂文斯持同样的观点。
斯蒂文斯12岁那年在瑞格利球场参加了1932年的世界系列赛，在这场比赛中，贝比·鲁斯打出了他的“射门”本垒打。八十四年后，他参加了2016年世界系列赛的第四场比赛，也是在瑞格利球场，他戴着一条红色领结，穿着芝加哥小熊队的夹克。